# П'яна-дельї-Альбанезі
П'яна-дельї-Альбанезі (італ. Piana degli Albanesi, алб. Hora e Arbëreshëvet) — муніципалітет в Італії, у регіоні Сицилія,  метрополійне місто Палермо.
П'яна-дельї-Альбанезі розташовані на відстані близько 440 км на південь від Рима, 15 км на південний захід від Палермо.
Населення — 6286 осіб (2014).

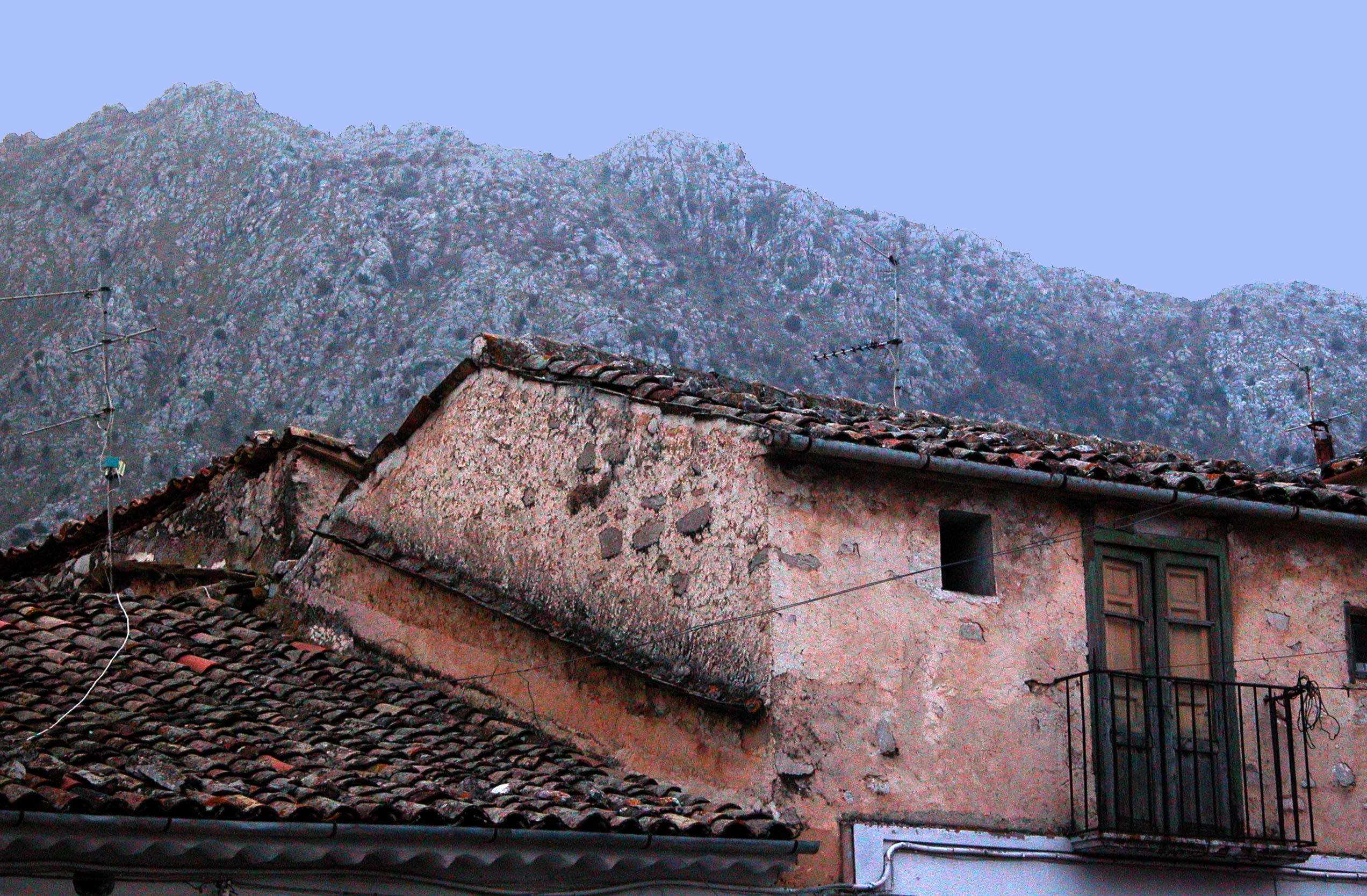

Щорічний фестиваль відбувається 23 квітня. Покровитель — святий Юрій.

## Демографія
Населення за роками:

Станом на 1 січня 2023 року в муніципалітеті офіційно проживало 366 іноземців з 35 країн, серед них 64 громадяни країн Євросоюзу та 13 громадян України.

## Сусідні муніципалітети
- Альтофонте
- Монреале
- Санта-Кристіна-Джела